# Gladys Bernarda Casco
Gladys Bernarda Casco Cruz (sinh ngày 20 tháng 8 năm 1954) là một chính trị gia người Honduras. Bà hiện đang giữ chức phó đại biểu của Quốc hội Honduras đại diện cho Đảng Quốc gia Honduras cho Choluteca.